# 涅特列巴 (羅基特涅區)
51°6′37″N 27°18′21″E / 51.11028°N 27.30583°E
涅特列巴（烏克蘭語：Нетреба），是烏克蘭西北部的村莊，隸屬里夫內州的薩爾內區。該村始建於1825年，面積68.5平方公里，海拔高度187米，2001年人口586，人口密度每平方公里68.5人。